# Thomas Wale

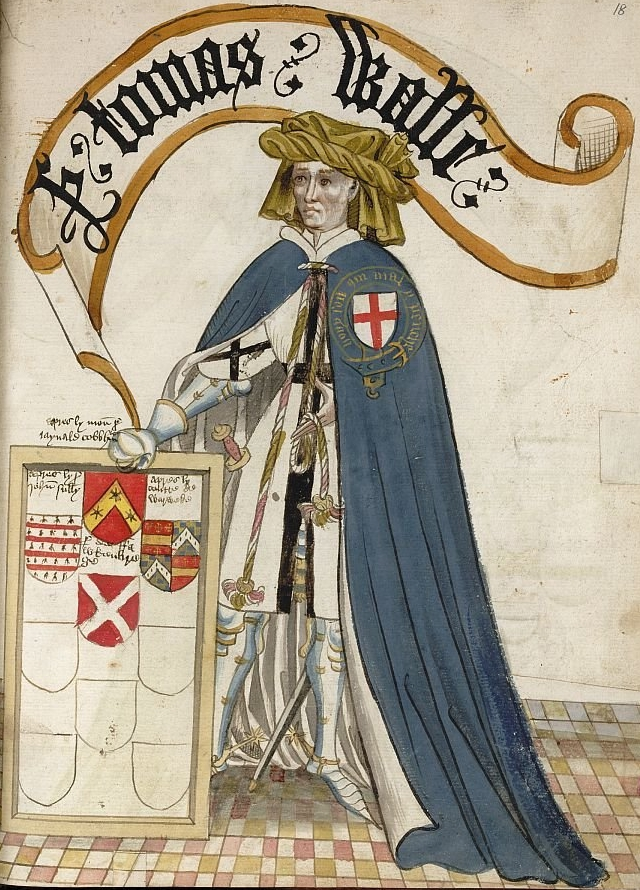
Imagem do Sir Thomas Wale.

Sir Thomas Wale (Weedon, 1303 - Gasconha, 26 de outubro de 1352) foi um cavaleiro inglês, em 1348 ele foi um dos cavaleiros fundadores, o décimo sétimo Cavaleiro da Ordem da Jarreteira. Era o único filho de Sir Thomas Wale, com Lucy, sua esposa, Senhora do Feudo dos Weedon Pinkney em Northamptonshire, que ela manteve em nome do Rei in capite pela taxa de um cavaleiro. Sua filiação não aparece, mas o seu direito de propriedade foi, após a morte do marido, impugnada, em 1315, por um tal Edmund Pinkney. Como ele não apareceu para defender o seu pedido, foi proferida uma decisão em favor da senhora e ela morreu de posse de um feudo em 1343, que foi transferida para seu filho e herdeiro, depois dos quarenta anos de idade. 
Ele participou com o rei Eduardo III de Inglaterra em Flandres, em 1339, e tinha o comando, sob William de Bohun, conde de Northampton, na expedição para a Bretanha, em 1342. Ele também foi além do mar no serviço do rei com Ricardo, conde de Arundel, em 1344. Poucos registros existem sobre ele, que, entretanto, é descrito como tendo sido "cavaleiro de grande virtude e merecimento."

## Referência
- «Britannia Biographies» (em inglês)